# O Cheiro do Ralo (filme)
O Cheiro do Ralo é um filme de drama brasileiro de longa-metragem de lançado em 23 de março de 2007. Baseado no livro de mesmo título de Lourenço Mutarelli, foi roteirizado por Marçal Aquino e Heitor Dhalia e dirigido por Heitor Dhalia. 
Protagonizado por Selton Mello, tem participações de Sílvia Lourenço, Paula Braun e Alice Braga.

## Produção
Orçado originalmente em R$ 2,5 milhões, foi realizado com apenas R$ 315 mil, reunidos entre sócios privados e pelos produtores executivos. O longa participou do Festival do Rio 2006 - nas categorias de melhor ator (Selton Mello, dividindo o prêmio com Sidney Santiago), prêmio especial do júri e da FIPRESCI (oferecido pela imprensa internacional) - da 30ª Mostra Internacional de Cinema de São Paulo - Prêmio de Melhor Filme (Júri Oficial e Crítica) e Menção Honrosa do Júri Oficial para todo o elenco -, do 2007 Sundance Filme Festival (onde foi
elogiado pela crítica americana), do 4º Festival de Cinema de Campo Grande (Melhor Filme Nacional) e do 10º
Festival de Cinema de Punta Del Leste ( Melhor Ator – Selton Mello).

## Sinopse
Ambientado em São Paulo, O Cheiro do Ralo narra a história de Lourenço (Selton Mello), dono de uma loja que compra objetos usados de pessoas que passam por dificuldades financeiras. Dada a natureza de seu negócio - a aquisição sempre pelo menor preço possível -, Lourenço acaba por desenvolver um jogo perverso com seus clientes. Aos poucos, esse personagem substitui, em seu relacionamento com os clientes, a frieza pelo prazer que sente ao explorá-los em um momento de aflição financeira. Perturbado pelo simbólico e fedorento cheiro do ralo que existe na loja, Lourenço é colocado em confronto com o universo e os personagens que julgava controlar. Isso o obriga a uma reavaliação de sua visão de mundo e o conduz, de forma inexorável, para um trágico desfecho. De certo modo, sua coleção de tipos se rebela e se volta contra ele. Na loja, Lourenço acaba sendo confrontado pelos personagens que julgava controlar.

## Elenco
- Selton Mello como Lourenço
- Sílvia Lourenço como a viciada
- Paula Braun como a garçonete
- Alice Braga como a nova garçonete
- Martha Meola como a secretária
- Suzana Alves como Samanta Rose
- Leonardo Medeiros como Jesus Kid
- Milhem Cortaz como encanador 1
- Hossein Minussi como encanador 2
- Álvaro Muniz como encanador 3
- André Frateschi como o homem do vodu
- Xico Sá como o homem do gênio da garrafa
- Mário Shoemberger como o homem do relógio
- Jorge Cerruti como o homem do olho de vidro

## Prêmios
Festival Internacional de Cinema do Rio de Janeiro
- Melhor Filme pela Crítica International, Prêmio Especial do Júri e Melhor Ator (Selton Mello)

Mostra Internacional BR de Cinema de São Paulo
- Prêmio Bandeira Paulista de Melhor Filme, Prêmio da Crítica e Menção Honrosa ao Elenco.

Beverly Hills Film Festival – EUA
- Melhor Filme Estrangeiro